# Кардон
Кардонът, известен още като мексикански гигански кактус или слонов кактус, (Pachycereus pringlei) е незастрашен вид растение от семейство Кактусови (Cactaceae).
Таксонът е описан за пръв път от Натаниъл Лорд Бритън през 1909 година.
Среща се в пустинята Сонора в Сонора, Долна Калифорния и Мексико. Pachyeereus Pringlei се среща почти в пустинните райони на Долна Калифорния и близо до брега в централна Сонора. В Сонора е изобилен в крайбрежен пояс с ширина около 50 км. Вирее на височина до 700 м.
В по-голямата част от ареала си се среща като изолирани индивиди или в много открити насаждения, свързани с много други растения. Подобно на тези на Carnegiea, най-тежките му насаждения са на груби склонове и ниски хълмове, но е много по-толерантен към пясък и алувиална почва от Carnegiea. Най-големите екземпляри, високи до 20 м, се намират в дъната на защитени каньони. На открити места и край морския бряг растенията са много по-дребни. Pachyrereus Pringlei може да се появи и на острови почти без стволове и изключително нисък.